# Thomas-Dominique Ruphy
Pour les articles homonymes, voir Ruphy.
Thomas-Dominique Ruphy, né le 2 août 1760 à Annecy, où il est mort le 22 février 1840, est un architecte savoyard.
Ses ouvrages sont parfois confondus avec ceux contemporains des architectes Camille Ruphy (1819-1893), son petit-fils[réf. nécessaire] ou encore du fils de ce dernier Louis (Joseph) (°1852).

## Biographie

### Origine et formation
Thomas-Dominique Ruphy nait le 2 août 1760 à Annecy, dans le duché de Savoie,. Issue d'une famille bourgeoise, il est le fils de spectable Jacques Ruphy, avocat au sénat de Savoie et ancien syndic d'Annecy, et de Marie-Antoinette de Menthon de Lornay, branche de la famille de Menthon,,,. Son frère est François Louis Ruphy (1765- 1853), député au Corps législatif, futur baron d'Empire,.
Il commence une carrière de procureur. Il obtient en 1782 le titre d'architecte, à Turin, titre mentionné pour la première fois en 1790.

### Carrière au cours de la période révolutionnaire
En 1792, le duché de Savoie est occupé par les troupes révolutionnaires françaises et annexé. Thomas-Dominique Ruphy semble occuper un rôle politique au cours de cette période. Il est un « révolutionnaire convaincu », pour l'érudit local, Georges Grandchamp, président de la société des Amis du Vieil Annecy. Il appartient à un petit groupe de Jacobins de la région.
Il fait partie des administrateurs du district d'Annecy du 9 mai au 1793 au 29 avril 1794, puis du 29 avril au 29 septembre 1794.
Le 23 juin 1793, il est chargé par le directoire du district de réaliser un plan d'urbanisme de la ville, projet proposé à la commune le 23 juin 1793,. Le plan prévoit de grandes rues rectilignes pour la ville d'Annecy, ainsi que la destruction des portes ou encore des remparts,. Le plan est souvent appelé « plan Albitte », car il reçut le soutien du conventionnel Albitte,. Celui-ci ne sera pas mis en place faute d'argent et de problèmes politiques,,. Le projet est jugé trop « démesuré pour un bourg de 4 500 habitants ». Cependant, le projet renaît sous la direction Buon governo (1816-1860), et sera mis en place à la suite de l'approbation de 1837.
En octobre 1793, il est chargé d'aménager une bibliothèque ainsi qu'un musée de peinture dans la chapelle de l'ancien évêché d'Annecy.
Au cours de la période d'annexion, il profite de l'acquisition de biens nationaux, notamment dans le quartier des Barattes à Annecy-le-Vieux ou l'ancien couvent Sainte-Claire (1795) d'Annecy,. Il fait également l'acquisition des biens ayant appartenu à la famille Milliet d’Arvillars, en 1797. Cette acquisition lui est contestée et les biens ne lui seront reconnus qu'en 1827.
Il revend le couvent Sainte-Claire, le 16 avril 1804, pour 22 913 francs germinal à Jean-Pierre Duport,,.
Son importance au cours de la période pour la ville fait dire à l'historien Jean Nicolas « qu'il fut l'homme indispensable, de 1793 à 1799 ».
Marié à Françoise Magnin, leur premier fils Jean-Louis naît en 1791. Il sera architecte. Un autre fils, enregistré sous le nom de Thomas puis corrigé en Franklin, naît le 27 août 1794, tandis que Marguerite (dite Camille) naît le 3 juin 1799.
Thomas-Dominique Ruphy meurt le 22 février 1840.

## Réalisations
En 1815, la Savoie redevient sarde.
Il réalise de nombreuses églises dans le duché de Savoie dans le style néo-classicisme dit « sarde »,. On lui attribue notamment :
- Pont[Lequel ?] de Rumilly (à ne pas confondre avec le Pont-Neuf) en collaboration avec l'architecte Gazella[23] ;
- Église Saint-Maurice des Ollières (reconstruction de la nef et du clocher en 1825) ;
- Église Saint-Nicolas des Clefs avec l'architecte Ernesto Melano (1829-33)[24].

## Hommage
La ville d'Annecy possède une rue Thomas-Ruphy.